# Philippe de La Chambre
Philippe de La Chambre (Saboya, c. 1490 - Roma, 21 de febrero de 1550), fue un eclesiástico francés. 

## Vida
Fue hijo de Louis de Seyssel (†1517), conde de La Chambre, y de Anne de La Tour (†1512), que era hija de Bertrand VI, conde de Auvernia y de Boulogne; su madre anteriormente había estado casada con el duque de Albany Alexander Stewart (hijo del rey Jacobo II de Escocia).
Profeso en la orden de San Benito, fue abad comendatario de la abadía de Saint-Pierre de Corbie, cardenal desde que Clemente VII le creó en el consistorio de noviembre de 1533, sucesivamente con título de San Martino ai monti, Santa Práxedes, Santa María en Trastevere y Frascati, obispo de las diócesis de Belley y Cornualles, administrador de la de Quimper, abad de Saint-Michel du Tréport y elector en los cónclaves de 1534 y 1549-50 en los que fueron elegidos papas Paulo III y Julio III.  
Algunos autores lo mencionan como obispo de Boulogne, en lo que es un error historiográfico.
Fallecido en Roma con cerca de sesenta años de edad, recibió sepultura en la iglesia de la Trinidad. 